# Loren Murchison

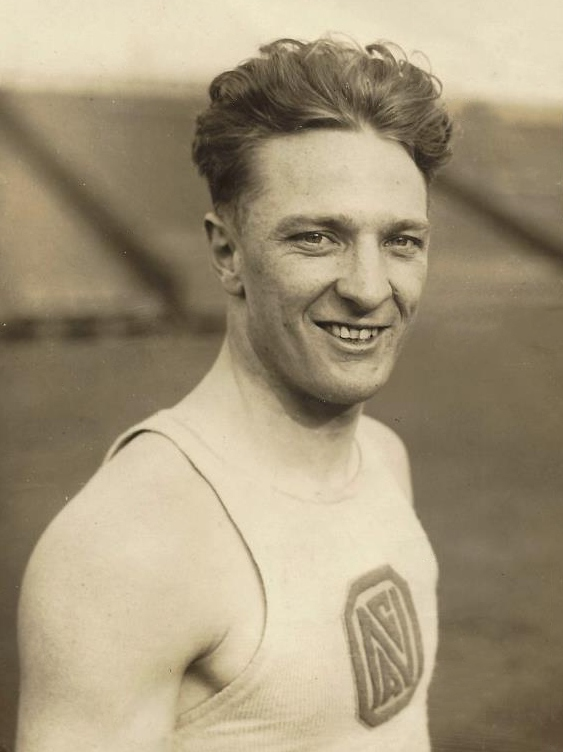
Loren Murchison, 1923

Loren Murchison (* 17. Dezember 1898 in Farmersville, Texas; † 11. Juni 1979 in Lakewood, New Jersey) war ein US-amerikanischer Leichtathlet und Olympiasieger.
Murchison gewann die US-Leichtathletikhallenmeisterschaften über 60 Yards in den Jahren 1919, 1920, 1922, 1923 und 1924. Die 300 Yards gewann er in den Jahren 1919, 1920, 1923 und 1924. Die US-Leichtathletikmeisterschaften gewann er über 100 Meter in den Jahren 1920 und 1923 und über 200 Meter in den Jahren 1918 und 1923.
Bei den VII. Olympischen Spielen 1920 in Antwerpen erreichte er Platz vier im 100-Meter-Lauf und Platz sechs im 200-Meter-Lauf. Im 4-mal-100-Meter-Staffellauf gewann er mit seinen Mannschaftskollegen Charlie Paddock, Jackson Scholz und Morris Kirksey die Goldmedaille mit einem neuen Weltrekord, vor den Mannschaften aus Frankreich (Silber) und Schweden (Bronze). An den VIII. Olympischen Spielen 1924 in Paris nahm er ebenfalls teil. Wie vier Jahre zuvor belegte er über 200 Meter den sechsten Platz und gewann in der 4-mal-100-Meter-Staffel erneut die Goldmedaille, dieses Mal zusammen mit Louis Clarke, Frank Hussey und Alfred LeConey, ebenfalls mit einer neuen Weltrekordzeit, vor den Mannschaften aus Großbritannien (Silber) und den Niederlanden (Bronze).